# Romain Dalassène
Romain Dalassène (en grec Ρωμανός Δαλασσηνός) est un aristocrate byzantin, gouverneur de l'Ibérie.

## Biographie
Romain est un fils de Damien Dalassène (tué en 998), le premier membre attesté de l'éminente famille aristocratique Dalassène. Il a deux frères aînés, Constantin et Théophylacte.
On sait peu de choses à son sujet, par une brève mention dans l’Histoire de Jean Skylitzès, quelques sceaux et une inscription sur une porte à Théodosiopolis. Selon ces sources, il est prōtospatharios et katepánō (gouverneur militaire) de la grande province militaire d'Ibérie. Il occupe cette dernière charge d'environ 1023 à 1026 selon Nicolas Adontz, ou de 1031 à 1034 selon Werner Seibt.
En 1039, tout comme le reste de la famille, il est banni par l'empereur Michel IV.